# Шульгинка
Шульги́нка — село в Україні, адміністративний центр однойменної сільської громади Старобільського району Луганської області. Населення становить 2422 особи. Орган місцевого самоврядування — Шульгинська сільська рада. Розташоване у місці злиття річки Айдар та її лівої притоки — річки Шульгинка. Через село проходить автомобільна магістраль Харків — Луганськ. В селі є залізнична станція «900 км» (платформа) магістралі «Москва — Донбас».

## Назва
Назва села, ймовірно, походить від прізвища отамана Шульгейка, який оселився тут на поч. XVII ст. Після розгрому військами В. Шуйського у 1607 р. селянського повстання під Тулою, очолюваного Іваном Болотниковим, один із його сподвижників — отаман Шульгейко із частиною вцілілих повстанців пішов на т. зв. «Дике поле» й оселився тут. І з тих пір поселення почали називати Шульгинкою, а невелику річку, що протікає через нього — Шульга (що означає — лівий, див. Шульга), яка є лівою притокою Айдару, а село розташоване на місці впадіння Шульги до Айдару.

## Історія
Село Шульгинка є найстарішим населеним пунктом Старобільського району, 2008 року село відзначило 400-ліття із дня заснування. За даними місцевих краєзнавців Шульгинку засновано близько 1607 року. За енциклопедичним словником Брокгауза та Ефрона у 1890—1907 роках населення Шульгинки складалось з 5 тис. осіб. На той час Шульгинка мала статус слободи, мала 2 церкви (св. Миколая та Святої Трійці) та була місцем проведення ярмарку. Це джерело датує заснування Шульгинки 1719 роком, однак відомо, що того року слободу було створено на місці козацького містечка зруйнованого російськими військами під час придушення козацько-селянського повстання під проводом Кіндрата Булавіна. Власне тут, за одною з версій, козаками Булавіна було розгромлено 1707 року каральний загін князя Ю. В. Долгорукова (за іншою версією бій відбувся біля Урюпінська, Росія). В ті часи поселення мало назву «Шульгин городок».

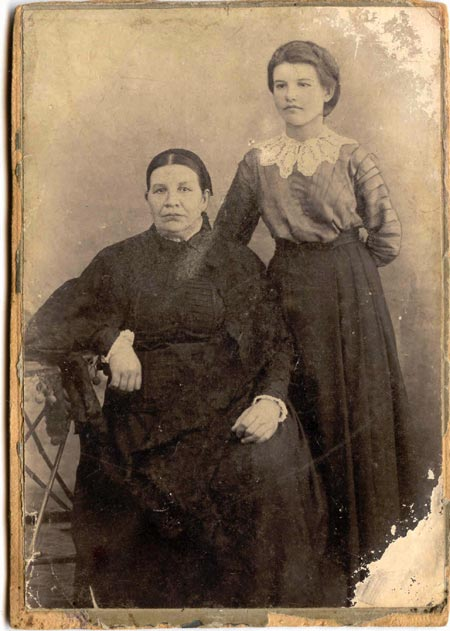
Селянки : Євдокія Говтва та її донька Євдокія, серпень 1911 року
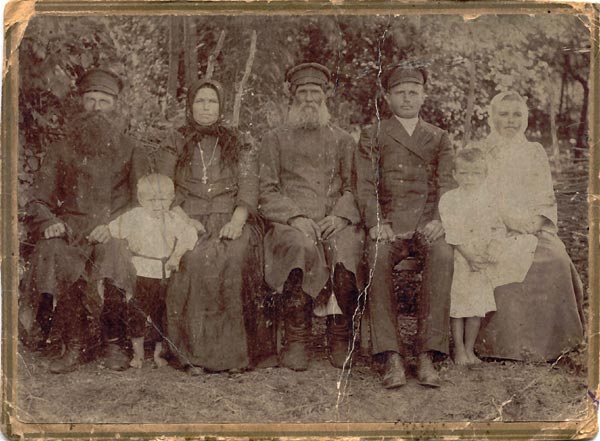
Родина Кирила Мостового, червень 1917 року

1914 року в Шульгинці було збудовано вальцевий паровий млин, найсучасніший на той час в повіті й єдиний, що забезпечував виготовлення борошна вищої якості. Млин було побудовано спілкою, яка складалася з шести осіб — 5-ти німецьких колоністів та місцевого селянина Кирила Мостового. Млин функціонує по сьогоднішній день.
Село постраждало внаслідок геноциду українського народу, вчиненого урядом СССР у 1932—1933 роках, кількість встановлених жертв — 434 людей.

## Населення

### Мова
Розподіл населення за рідною мовою за даними перепису 2001 року:
| Мова            | Кількість | Відсоток |
| --------------- | --------- | -------- |
| українська      | 2262      | 93.39%   |
| російська       | 155       | 6.40%    |
| білоруська      | 3         | 0.13%    |
| угорська        | 1         | 0.04%    |
| інші/не вказали | 1         | 0.04%    |
| Усього          | 2422      | 100%     |

## Культура

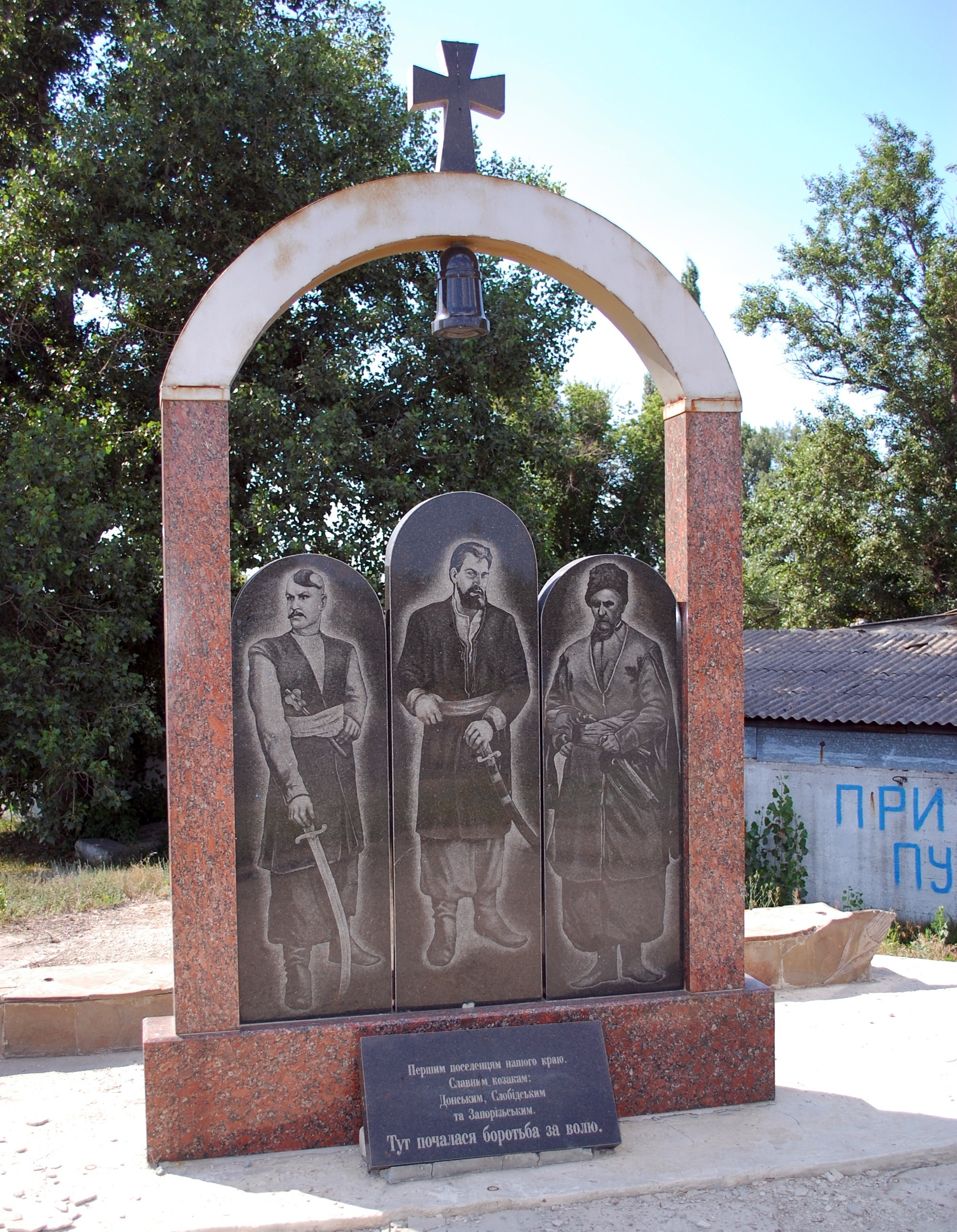
Пам'ятник козакам "Тут починалася боротьба за волю"

В селі є лікарня, середня школа, школа мистецтв, стадіон, торговий центр, пошта, відділення банку, олійниця, млин, два парки, два пам'ятних знаки Голодомору в Україні, пам'ятник козакам "Тут починалася боротьба за волю"  та низка пам'ятників різних періодів.

## Світлини

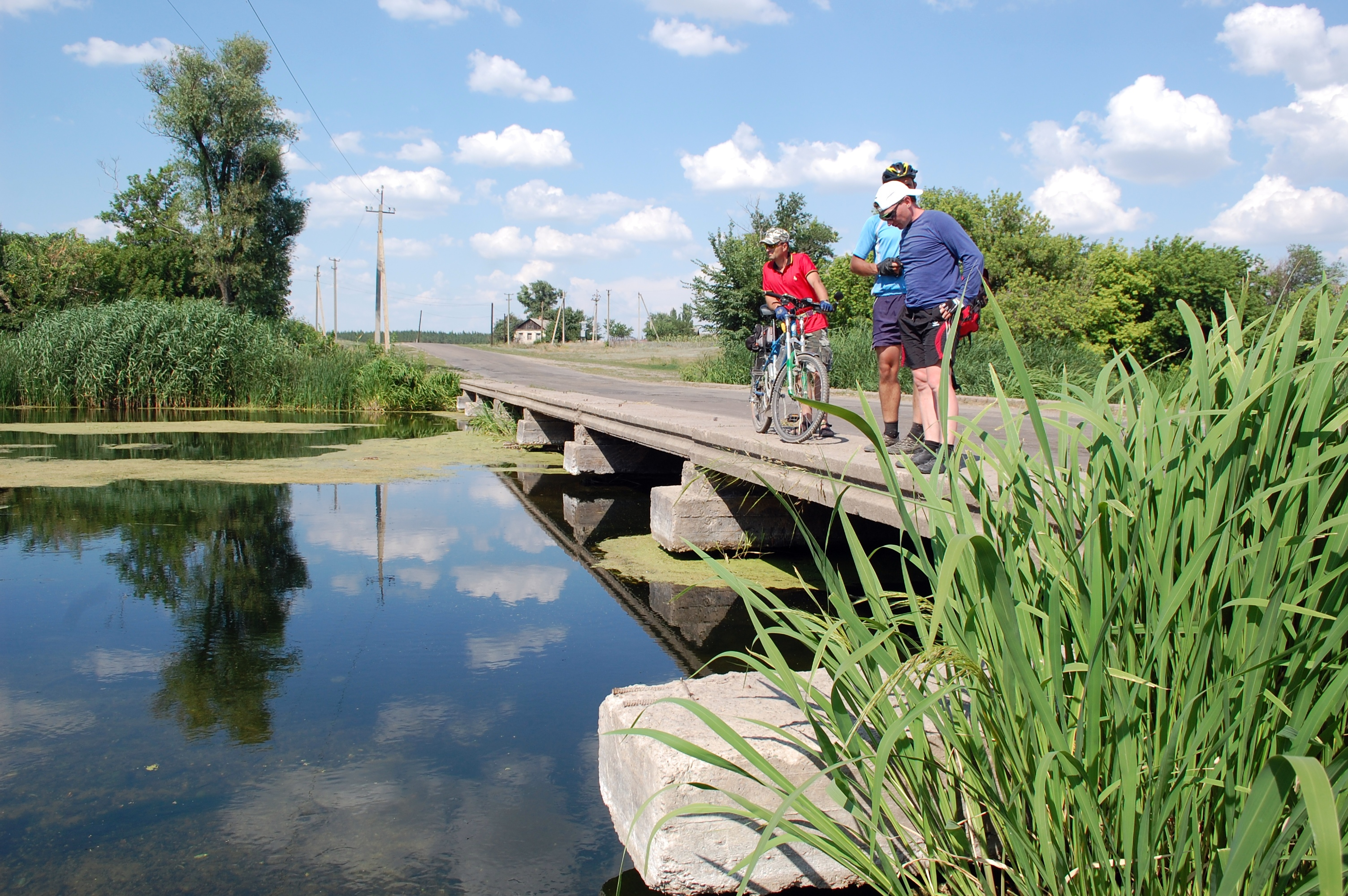
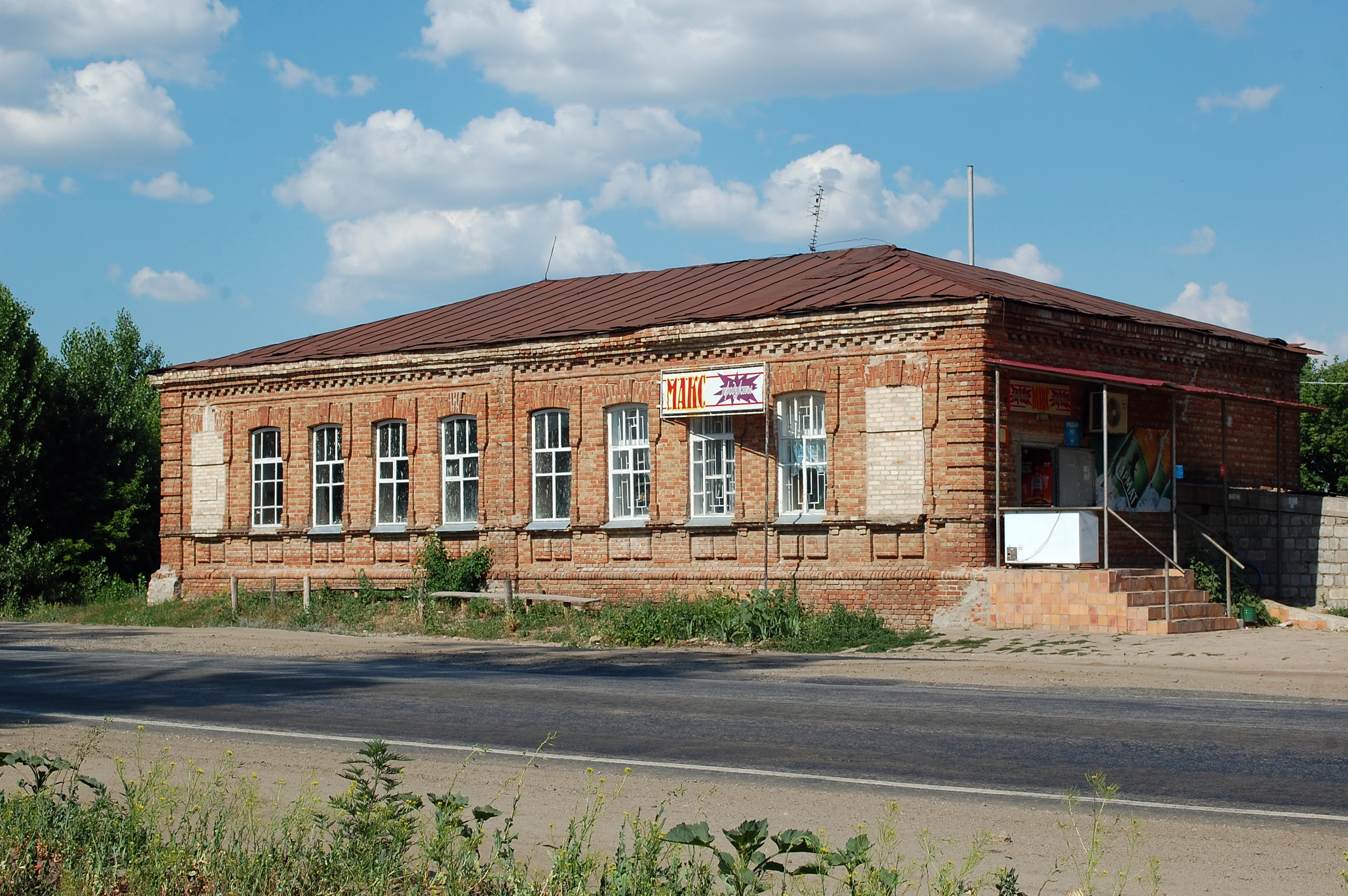
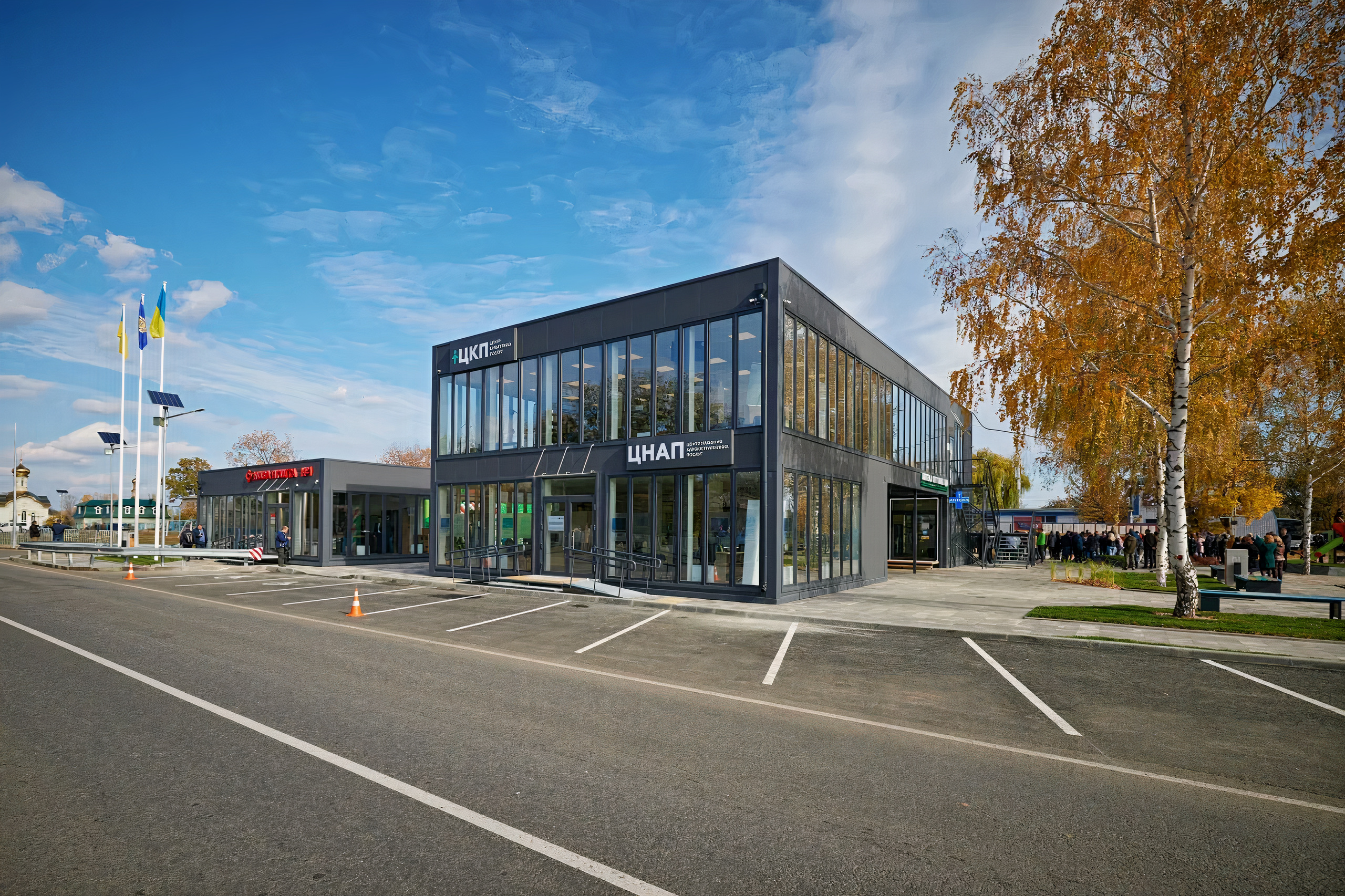
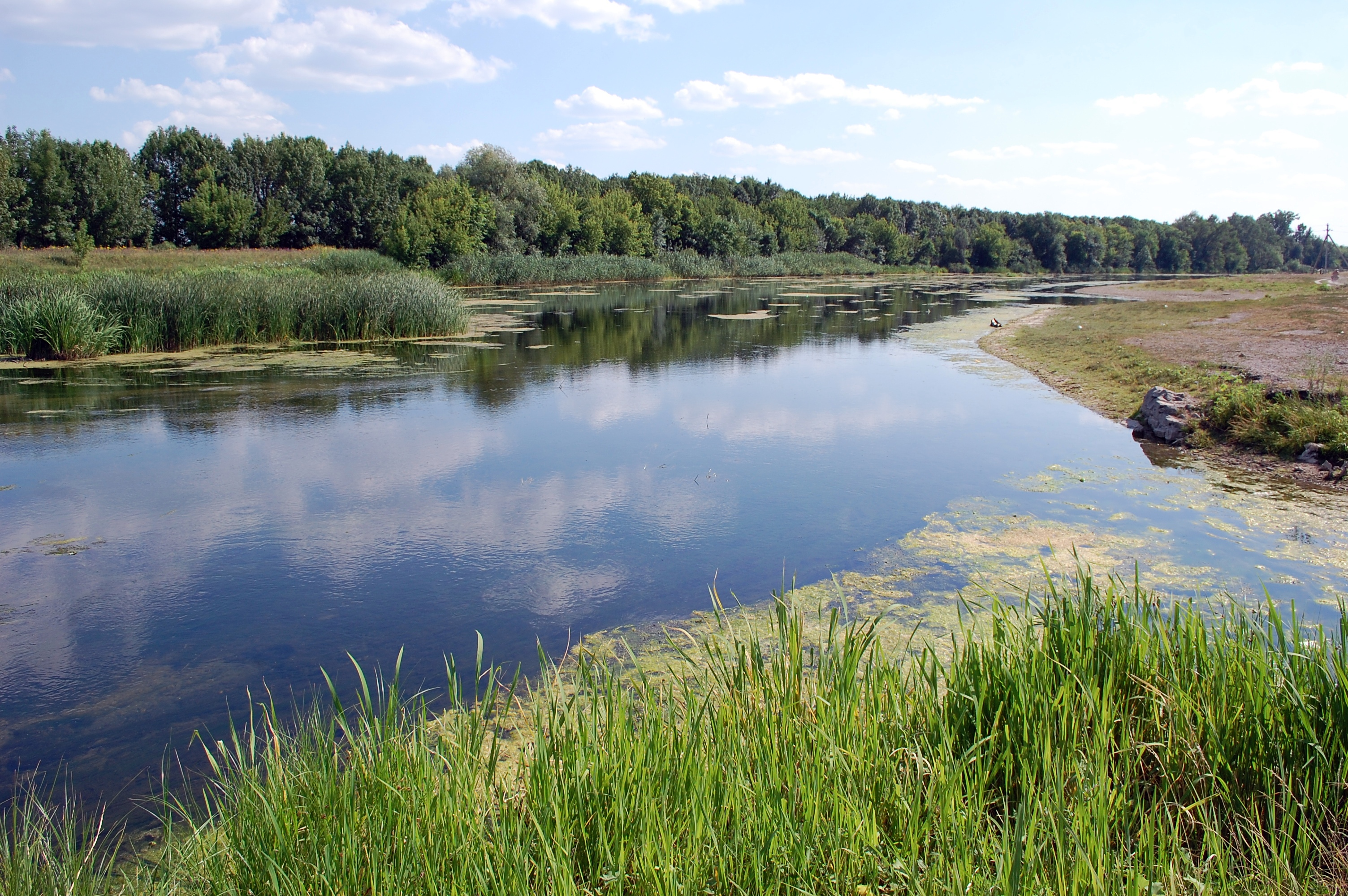

## Постаті
- Полєно Юрій Вікторович (1984—2014) — солдат Збройних сил України, учасник російсько-української війни[10].

## Місто-побратим
Дробін, Польща